# Фред Стол
Фредерик Сидни Стол (на английски: Frederick Sydney Stolle) е австралийски тенисист. 

## Биография
Фредерик Сидни Стол е роден на 8 октомври 1938 г. в Хорнсби, Нов Южен Уелс, Австралия. Той е баща на австралийския тенисист играл за Купа Дейвис, Сандън Столе.

## Кариера
Фред Стол е единствения тенисист в историята, който губи първите си пет финала на сингъл от Големия шлем, всички с изключение на един от Рой Емерсън. Въпреки това, Стол печели две титли на сингъл от турнири от Големия шлем, първенството на Франция през 1965 г. и първенството на САЩ през 1966 г. Списание „World Tennis“ класира Стол, като световен номер 1 за аматьори през 1966 г.
Фред Стол печели десет титли от Големия шлем на двойки, партнирайки си със сънародниците си Боб Хюит (4 титли), Рой Емерсън (4 титли) и Кен Розуол (2 титли). Печели и 7 титли от Големия шлем на смесени двойки.
Като член на австралийския отбор за Купа Дейвис, Стол печели титлата през 1964, 1965 и 1966.
Фред Стол става професионалист през 1966 г. Като професионалист печели 2 титли на сингъл и 13 на двойки. Той печели около 500 000 щатски долара от наградния фонд в кариерата си.
Стол е треньор на Витас Герулайтис от 1977 до 1983 г.
В продължение на много години Стол прави телевизионни коментари за ESPN и други тенис предавания. В момента той дава коментари за тенис турнири от Големия шлем за австралийските Fox Sports и Nine Network.

## Кариерна статистика

#### Титли на сингъл отГолям шлем(2)
| година | турнир      | съперник    | резултат                     |
| ------ | ----------- | ----------- | ---------------------------- |
| 1965   | Ролан Гарос | Тони Роуч   | 3 – 6, 6 – 0, 6 – 2, 6 – 3   |
| 1966   | ОП САЩ      | Джон Нюкъмб | 4 – 6, 12 – 10, 6 – 3, 6 – 4 |

#### Финали на сингъл отГолям шлем(6)
| година | турнир       | съперник     | резултат                          |
| ------ | ------------ | ------------ | --------------------------------- |
| 1963   | Уимбълдън    | Чък Маккинли | 7 – 9, 1 – 6, 4 – 6               |
| 1964   | ОП Австралия | Рой Емерсън  | 3 – 6, 4 – 6, 2 – 6               |
| 1964   | Уимбълдън    | Рой Емерсън  | 1 – 6, 10 – 12, 6 – 4, 3 – 6      |
| 1964   | ОП САЩ       | Рой Емерсън  | 4 – 6, 2 – 6, 4 – 6               |
| 1965   | ОП Австралия | Рой Емерсън  | 9 – 7, 6 – 2, 4 – 6, 5 – 7, 1 – 6 |
| 1965   | Уимбълдън    | Рой Емерсън  | 2 – 6, 4 – 6, 4 – 6               |